# Vereinigung Organisationseigener Betriebe
Vereinigungen organisationseigener Betriebe (VOB) waren eine besondere Form gesellschaftlichen Eigentums in der DDR. Darunter fiel u. a. das Parteieigentum in der DDR. Auch andere gesellschaftliche Organisationen wie der Kulturbund konnten organisationseigene Betriebe haben (OEB). Wenn mehrere davon zusammengeschlossen wurden, entstanden VOB. Sie waren also weder Privateigentum, noch Eigentum des Volkes (und fielen deshalb nicht unter das Treuhandgesetz vom 17. Juni 1990, sondern unter §§ 20a und 20b des Gesetzes über Parteien und andere politische Vereinigungen vom 21. Februar 1990, geändert durch Gesetze vom 31. Mai 1990 und 22. Juli 1990).
Rund 90 Prozent der Produktionsmittel in den Druckereien der DDR waren im Besitz der im Oktober 1945 gegründeten SED-Holding Zentrag (Zentrale Druckerei-, Einkaufs- und Revisionsgesellschaft), später Vereinigung organisationseigener Betriebe – Zentrale Druckerei- und Einkaufsgesellschaft m.b.H. (VOB Zentrag), die direkt dem ZK der SED unterstellt war. Die anderen Parteien produzierten und publizierten ihre Presseerzeugnisse über die Vereinigungen organisationseigener Betriebe VOB Aufwärts (LDPD), VOB National (NDPD) und VOB Union (Ost-CDU), die aus der 1950 gegründeten Unions-Verwaltungs-Gesellschaft m.b.H. hervorging.
Herbert Schlehahn war von 1956 bis 1982 Generaldirektor der Vereinigung Organisationseigener Betriebe (VOB) der NDPD und später Direktor des Verlags der Nation. Er starb 1994.
Gründer und langjähriger Generaldirektor der VOB Union war Werner Franke von Februar 1951 bis Januar 1987. Ihm folgte bis 1990 Wolfgang Frommhold.